# Chitkan
Chitkan är huvudort för distriktet Panjgur i den pakistanska provinsen Baluchistan. Folkmängden uppgick till cirka 45 000 invånare vid folkräkningen 2017.